# مدادپشمی

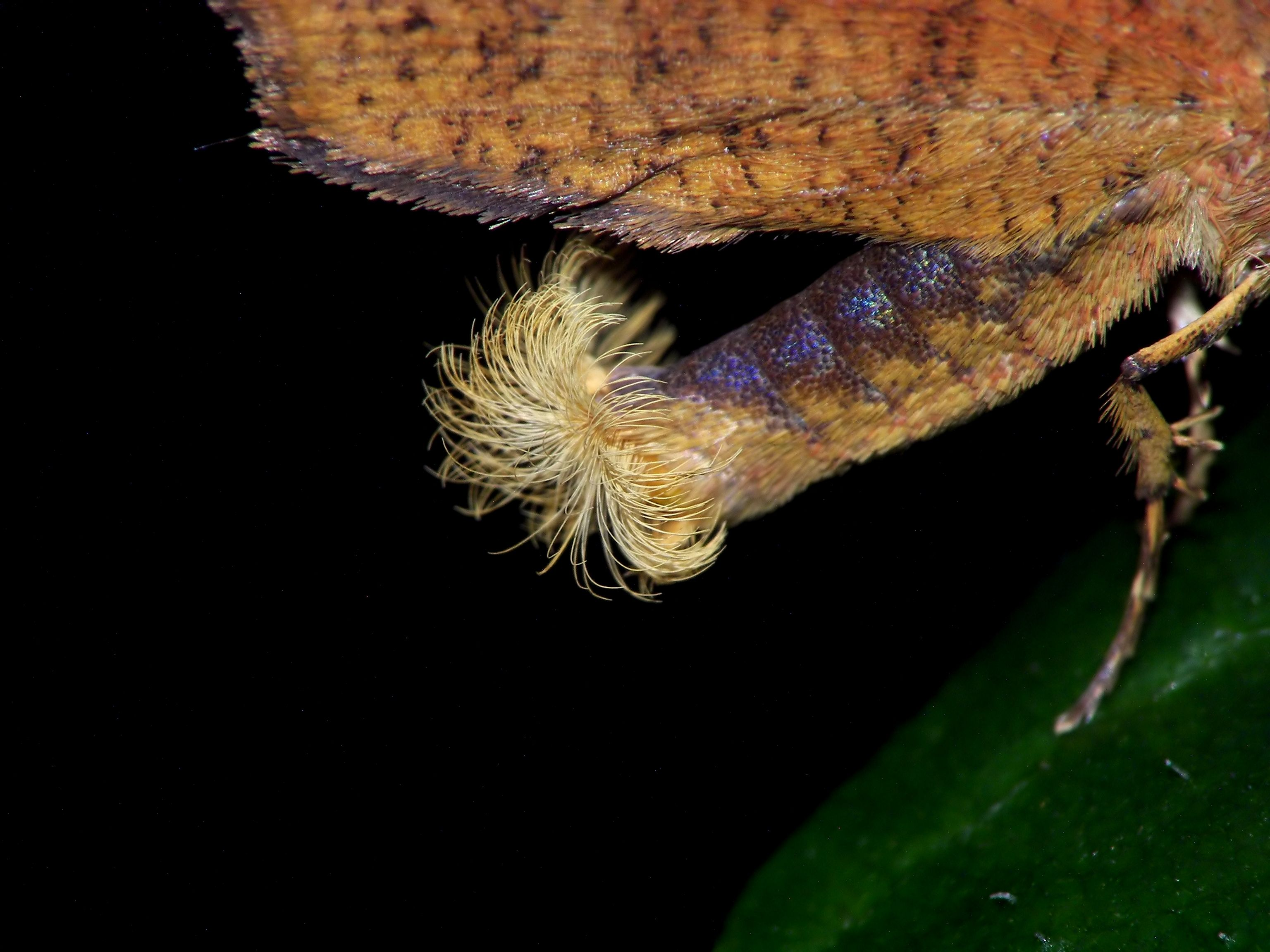
مدادپشمی یک Pterodecta felderi

مدادپشمی (انگلیسی: Hair-pencil) یا کُرِماتا (coremata) اندام‌های لوله‌مانند معطری بر روی شکم جنس نر بعضی از گونه پروانه‌سانان هستند که برای جلب نظر ماده‌ها به‌کار می‌روند. با وجود فرمون‌هایی (رایحه‌هایی) که از مدادپشمی منتشر می‌شود، پروانه‌های ماده قادر به انتخاب شریک جنسی خود می‌شوند. فرمون‌هایی که از مدادپشمی ترشح می‌شود، هم به عنوان هوس‌افزا و هم به عنوان آرامش‌بخش برای ماده‌ها و هم به عنوان دفع‌کننده رقیبان نر عمل می‌کنند.
در حالت استراحت، این اندام‌های معطر کاملاً در شکم پنهان می‌شوند و به هنگام نیاز با استفاده از فشار هوا فعال می‌شوند. غدد مدادپشمی تا زمان آغاز استفاده در درون بدن نر ذخیره می‌شود و در این مرحله توسط اهرم‌های اسکلروتیزه شده موجود در شکم از بدن بیرون می‌آیند. 